# Estación de Plasencia de Jalón
Estación de Plasencia de Jalón vasútállomás Spanyolországban, Plasencia de Jalón településen a Madrid–Barcelona-vasútvonalon.

## Kapcsolódó állomások
A vasútállomáshoz az alábbi állomások vannak a legközelebb:
- Estación de Rueda de Jalón-Lumpiaque